# Rolf Sarkis
Rolf Sarkis (* 29. November 1951 in Zürich) ist ein deutschsprachiger Schauspieler und Regisseur.

## Leben
Nach seiner Schauspielausbildung an der staatlichen Schauspielakademie in Zürich (1973–1976) arbeitete er als Schauspieler am niedersächsischen Staatstheater Hannover und als Schauspieler und zweiter Hausregisseur am Staatstheater Braunschweig. In München arbeitete er als Casting Director, Coach für junge Schauspieler, Fernseh-Schauspieler und Synchronsprecher.
Rolf Sarkis hat einen Sohn.

## Leistungen
1990 gründete er mit seiner Frau die European Film Actor School (EFAS) in Zürich, die erste und damit älteste Filmschauspielschule in Europa, der er heute noch als Schulleiter vorsteht. Seine Studenten gewannen in den nachfolgenden Jahren bis 2016 über 50 nationale und internationale renommierte Film- und Fernsehpreise.

## Filmografie
- Tatort
- Derrick
- Der Alte
- Eurocop
- Der Tod zu Basel, Regie Urs Odermatt DRS, WDR
- Die Beute, Regie:Dominik Graf, NR, Kino
- Der Atem, Regie Nikolaus Schilling, NR, Kino
- Fünf-Sterne-Kerle inklusive, Regie Vivian Naefe, HR
- Mit einem Schlag, Regie Vivian Naefe, HR[1]
- Der Doc und die Hexe, ZDF-Fernsehreihe, HR
- Nebenwirkungen, ZDF, HR
- Katastrophenalarm, ZDF, HR
- Zeit für Zimmerbrände, ZDF, NR
- Seitenwechsel, NR, Kino
- Von Erholung war nie die Rede ZDF, NR
- Die Pferde von Wildenstein ARD
- Rikes Erbe ARD
- Ein Sommer in der Toskana ZDF